# 두 사람의 포스카리

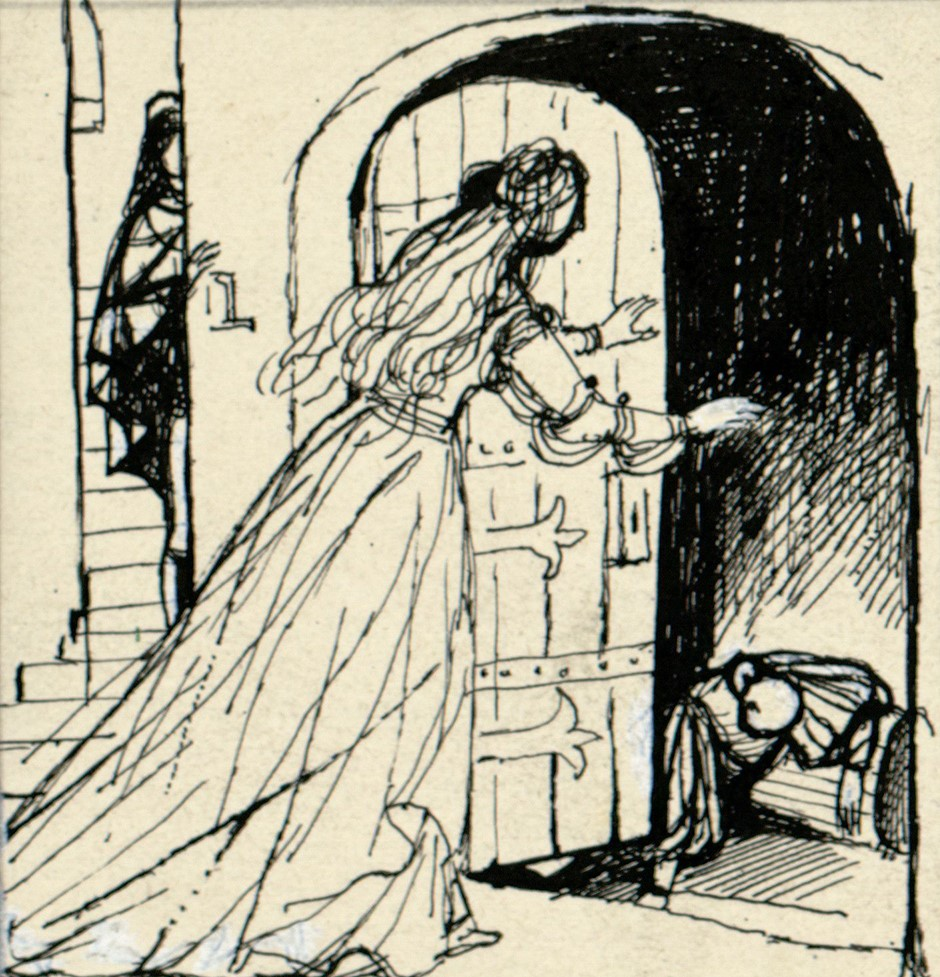

《두 사람의 포스카리(이탈리아어: I Due Foscari)》는 주세페 베르디가 작곡한 3막의 오페라이다. 조지 고든 바이런의 희곡인 《두 명의 포스카리(The Two Foscari)》를 기초로 프란체스코 마리아 비아베가 이탈리아어 대본을 완성하였다. 1844년 11월 3일 로마의 아르젠티나 극장에서 초연되었다. 이는 실제 역사상의 사건을 기초로 한다. 베르디의 《시몬 보카네그라》와 함께 격정적인 부정(父情)와 가장 선이 굵은 남성 오페라이다.

## 등장인물
프란체스코 포스카리, 베네치아의 총독, 바리톤
자코포 포스카리, 그의 아들, 테너
루그레치아 콘타리니, 자코포 포스카리의 아내, 소프라노
로레다노, 십인 위원회, 포스카리의 정적
바르바리고, 원로원 의원, 준타의 일원, 테너
피사나, 루크레치아의 절친한 친구, 소프라노
십인 위원회의 관리, 테너
총독의 하인, 베이스

## 줄거리
- 15세기의 베네치아

### 1막
- 1장 : 두칼레 궁전의 넓은 홀
- 2장 : 포스카리 궁전의 회랑
- 3장 : 두칼레 궁전의 회의실
- 4장 : 총독의 서재

### 2막
- 1장 : 베네치아 공화국의 감옥
- 2장 : 10인회의 회의실

### 3막
- 1장 : 산 마르코 성당 앞의 광장
- 2장 : 총독의 서재

## 유명한 음악
자코포의 아! 그래, 이제 난 다시 느낀다. 더한 추방으로부터. Ah sì, ch'io senta ancora... Dal più remoto esiglio
홀로 있기가 싫고, 맹렬히 혐오스럽다. Odio solo, ed odio atroce